# Alaksiej Katkawiec
Alaksiej Wasiljewicz Katkawiec (biał. Аляксей Васільевіч Каткавец; ur. 7 czerwca 1998) – białoruski lekkoatleta specjalizujący się w rzucie oszczepem.
Bez powodzenia startował w 2015 roku na mistrzostwach świata juniorów młodszych i w 2016 na mistrzostwach świata U20. W 2017 roku został wicemistrzem Europy do lat 20, a w 2019 zdobył brąz mistrzostw Europy do lat 23. W 2021 zajął 6. miejsce podczas igrzysk olimpijskich w Tokio.
Medalista mistrzostw Białorusi, reprezentant kraju w pucharze Europy w rzutach.
Rekord życiowy: 87,53 (8 lutego 2022, Mińsk) rekord Białorusi.

## Osiągnięcia
| Rok  | Impreza                               | Miejsce                    | Pozycja           | Wynik              |
| ---- | ------------------------------------- | -------------------------- | ----------------- | ------------------ |
| 2015 | Mistrzostwa świata juniorów młodszych | Cali                       | el. – 17. miejsce | 68,01 (700 gramów) |
| 2016 | Mistrzostwa świata U20                | Bydgoszcz                  | el. – 19. miejsce | 70,43              |
| 2017 | Puchar Europy w rzutach               | Las Palmas de Gran Canaria | 8. miejsce        | 74,29              |
| 2017 | Mistrzostwa Europy U20                | Grosseto                   | 2. miejsce        | 76,91              |
| 2019 | Puchar Europy w rzutach               | Šamorín                    | 1. miejsce        | 82,45              |
| 2019 | Mistrzostwa Europy U23                | Gävle                      | 3. miejsce        | 80,31              |
| 2019 | Mistrzostwa świata                    | Doha                       | el. – 14. miejsce | 82,08              |
| 2021 | Igrzyska olimpijskie                  | Tokio                      | 6. miejsce        | 83,71              |